# Six (serial telewizyjny)
SIX – amerykański serial telewizyjny (dramat sensacyjny) wyprodukowany przez A+E Studios oraz Weinstein Company, którego twórcami są William Broyles, David Broyles oraz Harvey Weinstein.
Serial był oryginalnie emitowany od 18 stycznia 2017 do 1 sierpnia 2018 roku przez History, natomiast w Polsce od 20 stycznia 2017 do 7 września 2018 przez HBO Polska.
23 lutego 2017 roku, stacja History zamówiła 2 sezon.
29 czerwca 2018 roku, stacja History ogłosiła zakończenie produkcji serialu po dwóch sezonach.

## Fabuła
Serial skupia się na pracy grupy komandosów walczących w Afganistanie, której zadaniem jest odnalezienie groźnego szefa talibów. Z czasem wychodzi na jaw, że wysoko postawiony urzędnik rządowy USA współpracuje z terrorystami.

## Obsada

### Główna
- Walton Goggins jako Richard "RIP" Taggart[5]
- Barry Sloane jako Joe "Bear" Graves[6]
- Kyle Schmid jako Alex Caulder[7]
- Juan Pablo Raba jako Ricky "Buddha" Ortiz[8]
- Edwin Hodge jako Robert Chase[9]
- Dominic Adams jako Michael[10]
- Brianne Davis jako Lena Graves[11]
- Nadine Velazquez jako Jackie Ortiz[11]
- Eric Ladin jako Travor[12]
- Olivia Munn jako Giny, agentka CIA (sezon 2)[13]
- Nikolai Nikolaeff jako Tamerlin Shishoni (sezon 2)[14]

### Role drugoplanowe
- Jaylen Moore jako Armin "Fishbait" Khan
- Nondumiso Tembe jako Na'omi Ajimuda
- Jaylen Moore jako Armin "Fishbait" Khan
- Lindsley Register jako Dharma Caulder
- Tyla Harris jako Esther
- Jarreth J. Merz jako Emir Hatim Al-Muttaqi
- Donny Boaz jako Beauregard "Buck" Buckley (sezon 1)
- Rus Blackwell jako komandor Atkins
- Zeeko Zaki jako Akmal Barayev
- Joshua Gage jako Ricky Ortiz, Jr.
- Jessica Garza jako Anabel Ortiz
- Britt Rentschler jako Tammi Buckley
- Angela Relucio jako porucznik Camille Fung
- Katherine Evans jako Marissa (sezon 2)[14]
- Erik Palladino jako porucznik Huges (sezon 2)[15]

## Odcinki
| Sezon | Sezon | Odcinki | Oryginalna emisja History | Oryginalna emisja History | Oryginalna emisja HBO Polska | Oryginalna emisja HBO Polska | Oryginalna emisja HBO Polska |
| Sezon | Sezon | Odcinki | Premiera sezonu           | Finał sezonu              | Premiera sezonu              | Finał sezonu                 |                              |
| ----- | ----- | ------- | ------------------------- | ------------------------- | ---------------------------- | ---------------------------- | ---------------------------- |
|       | 1     | 8       | 17 stycznia 2017          | 8 marca 2017              | 20 stycznia 2017             | 10 marca 2017                |                              |
|       | 2     | 10      | 28 maja 2018              | 1 sierpnia 2018           | 6 lipca 2018                 | 7 września 2018              |                              |

## Sezon 1 (2017)
| Nr | # | Tytuł              | Reżyseria                          | Scenariusz                     | Premiera History | Premiera HBO Polska |
| -- | - | ------------------ | ---------------------------------- | ------------------------------ | ---------------- | ------------------- |
| 1  | 1 | Pilot              | Lesli Linka Glatter                | David Broyles, William Broyles | 18 stycznia 2017 | 20 stycznia 2017    |
| 2  | 2 | Her Name Is Esther | Lesli Linka Glatter                | David Broyles                  | 25 stycznia 2017 | 27 stycznia 2017    |
| 3  | 3 | Tour of Duty       | Kimberly Peirce                    | Bruce C. McKenna               | 1 lutego 2017    | 3 lutego 2017       |
| 4  | 4 | Man Down           | Mikael Salomon                     | Alfredo Barrios Jr.            | 8 lutego 2017    | 10 lutego 2017      |
| 5  | 5 | Collateral         | Karen Campbell                     | Peter Werner                   | 15 lutego 2017   | 17 lutego 2017      |
| 6  | 6 | Confession         | William Broyles, Bruce C. McKenna  | Clark Johnson                  | 22 lutego 2017   | 24 lutego 2017      |
| 7  | 7 | Blood Brothers     | David Broyles, Bruce C. McKenna    | Mikael Salomon                 | 1 marca 2017     | 3 marca 2017        |
| 8  | 8 | End Game           | David Broyles, Alfredo Barrios Jr. | Alex Graves                    | 8 marca 2017     | 10 marca 2017       |

## Sezon 2 (2018)
| Nr | #  | Tytuł                 | Reżyseria                      | Scenariusz                      | Premiera History | Premiera HBO Polska |
| -- | -- | --------------------- | ------------------------------ | ------------------------------- | ---------------- | ------------------- |
| 9  | 1  | Critical              | Colin Bucksey, Kimberly Peirce | David Broyles                   | 28 maja 2018     | 6 lipca 2018        |
| 10 | 2  | Ghosts                | Kimberly Peirce                | Bruce C. McKenna                | 30 maja 2018     | 13 lipca 2018       |
| 11 | 3  | Dua                   | Stephen Surjik                 | Alfredo Barrios Jr.             | 6 czerwca 2018   | 20 lipca 2018       |
| 12 | 4  | Seesaw                | Steve Shill                    | Emmy Grinwis                    | 13 czerwca 2018  | 27 lipca 2018       |
| 13 | 5  | Masks                 | Peter Werner                   | Max Adams                       | 20 czerwca 2018  | 3 sierpnia 2018     |
| 14 | 6  | Indian Country        | Scott Mann                     | Bruce C. McKenna, David Broyles | 27 czerwca 2018  | 10 sierpnia 2018    |
| 15 | 7  | FUBAR                 | Mikael Salomon                 | Alfredo Barrios Jr.             | 11 lipca 2018    | 17 sierpnia 2018    |
| 16 | 8  | Scorpions in a Bottle | Michael Morris                 | Vincent Pagano                  | 18 lipca 2018    | 24 sierpnia 2018    |
| 17 | 9  | The Reckoning         | Stephen Kay                    | Bruce C. McKenna, Max Adams     | 25 lipca 2018    | 31 sierpnia 2018    |
| 18 | 10 | Danger Close          | Kimberly Peirce                | David Broyles, Bruce C. McKenna | 1 sierpnia 2018  | 7 września 2018     |

## Produkcja
7 stycznia 2016 roku stacja History zamówiła ośmioodcinkowy pierwszy sezon "Six" W tym samym miesiącu do obsady dołączyli: Juan Pablo Raba i Dominic Adams. W kolejnym miesiącu obsada serialu powiększyła się o Barry'ego Sloane'a, Edwina Hodge, Brianne Davis, Nadine Velazquez oraz Kyle'i Schmid. W kwietniu 2016 roku ogłoszono, że Walton Goggins zagra główną rolę i wcieli się w Richarda "RIP" Taggarta, którą pierwotnie miał zagrać Joe Manganiello.
Pod koniec czerwca 2017 roku, poinformowano, że Eric Ladin dołączył do 2 sezonu "SIX". W lipcu 2017 roku, poinformowano, że Olivia Munn dołączyła do obsady drugiego sezonu, jako Gina, agentka CIA. W tym samym miesiącu ogłoszono, że Nikolai Nikolaeff oraz Katherine Evans dołączyli do drugiego sezonu. We wrześniu 2017 roku, poinformowano, że rolę porucznika Hugesa otrzymał Erik Palladino.